# Puchar Świata w narciarstwie dowolnym 2010/2011
Puchar Świata w narciarstwie dowolnym 2010/2011 rozpoczął się 11 grudnia 2010 w fińskiej Ruce, a zakończył 20 marca 2011 we francuskim La Plagne. Najważniejszą imprezą sezonu były mistrzostwa świata w Deer Valley.
Puchar Świata został rozegrany w 14 krajach i 22 miastach na 3 kontynentach. W dwóch miejscowościach odbyły się po trzy zawody (Beidahu i Lake Placid).
Obrońcami Kryształowej Kuli byli Białorusin Anton Kusznir wśród mężczyzn oraz Chinka Li Nina wśród kobiet.

## Konkurencje
- AE = skoki akrobatyczne
- MO = jazda po muldach
- DM = jazda po muldach podwójnych
- SX = skicross
- HP = Half-pipe

## Kalendarz i wyniki Pucharu Świata

### Mężczyźni
| Lp                                                                | Data             | Miejscowość         | Dyscyplina | 1. Miejsce            | 2. Miejsce            | 3. Miejsce                |
| ----------------------------------------------------------------- | ---------------- | ------------------- | ---------- | --------------------- | --------------------- | ------------------------- |
| 1.                                                                | 11 grudnia 2010  | Ruka                | MO         | Patrick Deneen        | Mikaël Kingsbury      | Guilbaut Colas            |
| 2.                                                                | 15 grudnia 2010  | Méribel             | DM         | Guilbaut Colas        | Patrick Deneen        | Bryon Wilson              |
| 3.                                                                | 17 grudnia 2010  | Beidahu             | AE         | Jia Zongyang          | Warren Shouldice      | Wu Chao                   |
| 4.                                                                | 18 grudnia 2010  | Beidahu             | AE         | Qi Guangpu            | Jia Zongyang          | Renato Ulrich             |
| 5.                                                                | 21 grudnia 2010  | Beidahu             | MO         | Mikaël Kingsbury      | Guilbaut Colas        | Pierre-Alexandre Rousseau |
| 6.                                                                | 18 grudnia 2010  | Innichen            | SX         | Patrick Gasser        | Andreas Matt          | Thomas Zangerl            |
| 7.                                                                | 19 grudnia 2010  | Innichen            | SX         | Scott Kneller         | Alex Fiva             | John Teller               |
| 8.                                                                | 7 stycznia 2011  | St. Johann in Tirol | SX         | John Teller           | Nick Zoricic          | Thomas Zangerl            |
| 9.                                                                | 12 stycznia 2011 | L’Alpe d’Huez       | SX         | Daniel Bohnacker      | Andreas Matt          | Patrick Koller            |
| 10.                                                               | 15 stycznia 2011 | Mont Gabriel        | DM         | Alexandre Bilodeau    | Mikaël Kingsbury      | Guilbaut Colas            |
| 11.                                                               | 16 stycznia 2011 | Mont Gabriel        | AE         | Anton Kusznir         | Qi Guangpu            | Stanisław Krawczuk        |
| 12.                                                               | 16 stycznia 2011 | Les Contamines      | SX         | Christopher Del Bosco | Andreas Matt          | Jegor Korotkow            |
| 13.                                                               | 21 stycznia 2011 | Kreischberg         | HP         | Xavier Bertoni        | Benoit Valentin       | Nils Lauper               |
| 14.                                                               | 21 stycznia 2011 | Lake Placid         | AE         | Qi Guangpu            | Ryan St. Onge         | Anton Kusznir             |
| 15.                                                               | 22 stycznia 2011 | Lake Placid         | MO         | Guilbaut Colas        | Alexandre Bilodeau    | Jeremy Cota               |
| 16.                                                               | 23 stycznia 2011 | Lake Placid         | MO         | Guilbaut Colas        | Mikaël Kingsbury      | Pierre-Alexandre Rousseau |
| 17.                                                               | 29 stycznia 2011 | Calgary             | MO         | Mikaël Kingsbury      | Alexandre Bilodeau    | Aleksandr Smyszlajew      |
| 18.                                                               | 29 stycznia 2011 | Calgary             | AE         | Warren Shouldice      | Renato Ulrich         | Scotty Bahrke             |
| 19.                                                               | 29 stycznia 2011 | Grasgehren          | SX         | Andreas Matt          | Patrick Koller        | Armin Niederer            |
| 30 stycznia - 5 lutego 2011 Mistrzostwa Świata 2011 – Deer Valley |                  |                     |            |                       |                       |                           |
| 20.                                                               | 11 lutego 2011   | Blue Mountain       | SX         | Christopher Del Bosco | Andreas Matt          | Tomáš Kraus               |
| 21.                                                               | 12 lutego 2011   | Moskwa              | AE         | Anton Kusznir         | Stanisław Krawczuk    | Qi Guangpu                |
| 22.                                                               | 19 lutego 2011   | Mińsk/Raubiczy      | AE         | Anton Kusznir         | Stanisław Krawczuk    | Dzianis Osipau            |
| 23.                                                               | 26 lutego 2011   | Mariańskie Łaźnie   | DM         | Alexandre Bilodeau    | Mikaël Kingsbury      | Jeremy Cota               |
| 24.                                                               | 3 marca 2011     | Grindelwald         | SX         | Andreas Matt          | Jouni Pellinen        | Christopher Del Bosco     |
| 25.                                                               | 6 marca 2011     | Hasliberg           | SX         | Jouni Pellinen        | Andreas Matt          | Daniel Bohnacker          |
| 26.                                                               | 11 marca 2011    | Åre                 | MO         | Alexandre Bilodeau    | Guilbaut Colas        | Mikaël Kingsbury          |
| 27.                                                               | 12 marca 2011    | Åre                 | DM         | Alexandre Bilodeau    | Guilbaut Colas        | Patrick Deneen            |
| 28.                                                               | 13 marca 2011    | Branäs              | SX         | Andreas Matt          | Christopher Del Bosco | Conradign Netzer          |
| 29.                                                               | 19 marca 2011    | Voss                | SX         | Christopher Del Bosco | Conradign Netzer      | Tomáš Kraus               |
| 30.                                                               | 20 marca 2011    | Voss                | MO         | Guilbaut Colas        | Mikaël Kingsbury      | Alexandre Bilodeau        |
| 31.                                                               | 20 marca 2011    | La Plagne           | HP         | Kevin Rolland         | David Wise            | Justin Dorey              |

### Kobiety
| Lp                                                                | Data             | Miejscowość         | Dyscyplina | 1. Miejsce              | 2. Miejsce              | 3. Miejsce              |
| ----------------------------------------------------------------- | ---------------- | ------------------- | ---------- | ----------------------- | ----------------------- | ----------------------- |
| 1.                                                                | 11 grudnia 2010  | Ruka                | MO         | Hannah Kearney          | Jennifer Heil           | Kristi Richards         |
| 2.                                                                | 15 grudnia 2010  | Méribel             | DM         | Julija Gałyszewa        | Hannah Kearney          | Justine Dufour-Lapointe |
| 3.                                                                | 17 grudnia 2010  | Beidahu             | AE         | Zhang Xin               | Xu Mengtao              | Cheng Shuang            |
| 4.                                                                | 18 grudnia 2010  | Beidahu             | AE         | Xu Mengtao              | Cheng Shuang            | Xu Sicun                |
| 5.                                                                | 21 grudnia 2010  | Beidahu             | MO         | Hannah Kearney          | Jennifer Heil           | Kristi Richards         |
| 6.                                                                | 18 grudnia 2010  | Innichen            | SX         | Anna Holmlund           | Kelsey Serwa            | Nikol Kučerová          |
| 7.                                                                | 19 grudnia 2010  | Innichen            | SX         | Fanny Smith             | Ashleigh McIvor         | Heidi Zacher            |
| 8.                                                                | 7 stycznia 2011  | St. Johann in Tirol | SX         | Heidi Zacher            | Hedda Berntsen          | Anna Wörner             |
| 9.                                                                | 12 stycznia 2011 | L’Alpe d’Huez       | SX         | Kelsey Serwa            | Fanny Smith             | Ashleigh McIvor         |
| 10.                                                               | 15 stycznia 2011 | Mont Gabriel        | DM         | Justine Dufour-Lapointe | Anastasija Gunczenko    | Jennifer Heil           |
| 11.                                                               | 16 stycznia 2011 | Mont Gabriel        | AE         | Xu Mengtao              | Ałła Cuper              | Cheng Shuang            |
| 12.                                                               | 16 stycznia 2011 | Les Contamines      | SX         | Ophélie David           | Kelsey Serwa            | Anna Holmlund           |
| 13.                                                               | 21 stycznia 2011 | Kreischberg         | HP         | Rosalind Groenewoud     | Virginie Faivre         | Katrien Aerts           |
| 14.                                                               | 21 stycznia 2011 | Lake Placid         | AE         | Ashley Caldwell         | Ałła Cuper              | Xu Mengtao              |
| 15.                                                               | 22 stycznia 2011 | Lake Placid         | MO         | Hannah Kearney          | Jennifer Heil           | Audrey Robichaud        |
| 16.                                                               | 23 stycznia 2011 | Lake Placid         | MO         | Hannah Kearney          | Chloé Dufour-Lapointe   | Kristi Richards         |
| 17.                                                               | 29 stycznia 2011 | Calgary             | MO         | Hannah Kearney          | Audrey Robichaud        | Jekatierina Stolarowa   |
| 18.                                                               | 29 stycznia 2011 | Calgary             | AE         | Cheng Shuang            | Xu Mengtao              | Olha Wołkowa            |
| 19.                                                               | 29 stycznia 2011 | Grasgehren          | SX         | Anna Holmlund           | Heidi Zacher            | Katrin Müller           |
| 30 stycznia - 5 lutego 2011 Mistrzostwa Świata 2011 – Deer Valley |                  |                     |            |                         |                         |                         |
| 20.                                                               | 11 lutego 2011   | Blue Mountain       | SX         | Anna Wörner             | Fanny Smith             | Jenny Owens             |
| 21.                                                               | 12 lutego 2011   | Moskwa              | AE         | Emily Cook              | Olha Wołkowa            | Zhang Xin               |
| 22.                                                               | 19 lutego 2011   | Mińsk/Raubiczy      | AE         | Cheng Shuang            | Ashley Caldwell         | Kong Fanyu              |
| 23.                                                               | 26 lutego 2011   | Mariańskie Łaźnie   | DM         | Hannah Kearney          | Jennifer Heil           | Chloé Dufour-Lapointe   |
| 24.                                                               | 3 marca 2011     | Grindelwald         | SX         | Marte Høie Gjefsen      | Ophélie David           | Heidi Zacher            |
| 25.                                                               | 6 marca 2011     | Hasliberg           | SX         | Anna Holmlund           | Katrin Müller           | Ophélie David           |
| 26.                                                               | 11 marca 2011    | Åre                 | MO         | Hannah Kearney          | Jennifer Heil           | Heather McPhie          |
| 27.                                                               | 12 marca 2011    | Åre                 | DM         | Hannah Kearney          | Justine Dufour-Lapointe | Jennifer Heil           |
| 28.                                                               | 13 marca 2011    | Branäs              | SX         | Anna Holmlund           | Kelsey Serwa            | Marte Høie Gjefsen      |
| 29.                                                               | 19 marca 2011    | Voss                | SX         | Anna Holmlund           | Kelsey Serwa            | Katrin Müller           |
| 30.                                                               | 20 marca 2011    | Voss                | MO         | Hannah Kearney          | Jennifer Heil           | Justine Dufour-Lapointe |
| 31.                                                               | 20 marca 2011    | La Plagne           | HP         | Sarah Burke             | Devin Logan             | Virginie Faivre         |

## Klasyfikacje

### Mężczyźni
| Lp. | Zawodnik              | Punkty |
| --- | --------------------- | ------ |
| 1.  | Guilbaut Colas        | 76     |
| 2.  | Andreas Matt          | 75     |
| 3.  | Alexandre Bilodeau    | 67     |
| 4.  | Qi Guangpu            | 66     |
| 5.  | Mikaël Kingsbury      | 66     |
| 6.  | Anton Kusznir         | 61     |
| 7.  | Christopher Del Bosco | 56     |
| 7.  | Renato Ulrich         | 46     |
| 9.  | Jouni Pellinen        | 42     |
| 10. | Jia Zongyang          | 41     |

| Lp. | Zawodnik            | Punkty |
| --- | ------------------- | ------ |
| 1.  | Qi Guangpu          | 461    |
| 2.  | Anton Kusznir       | 428    |
| 3.  | Renato Ulrich       | 321    |
| 4.  | Jia Zongyang        | 288    |
| 5.  | Warren Shouldice    | 259    |
| 6.  | Stanisław Krawczuk  | 220    |
| 7.  | Wu Chao             | 219    |
| 8.  | Ołeksandr Abramenko | 214    |
| 9.  | Christian Hächler   | 164    |
| 10. | Maksim Huscik       | 160    |

| Lp. | Zawodnik             | Punkty |
| --- | -------------------- | ------ |
| 1.  | Guilbaut Colas       | 841    |
| 2.  | Alexandre Bilodeau   | 739    |
| 3.  | Mikaël Kingsbury     | 725    |
| 4.  | Patrick Deneen       | 434    |
| 5.  | Jeremy Cota          | 407    |
| 6.  | Aleksandr Smyszlajew | 312    |
| 7.  | P-A. Rousseau        | 308    |
| 8.  | Cedric Rochon        | 305    |
| 9.  | Jesper Björnlund     | 295    |
| 10. | David Digravio       | 248    |

| Lp. | Zawodnik              | Punkty |
| --- | --------------------- | ------ |
| 1.  | Andreas Matt          | 824    |
| 2.  | Christopher Del Bosco | 615    |
| 3.  | Jouni Pellinen        | 462    |
| 4.  | John Teller           | 356    |
| 5.  | Nick Zoricic          | 337    |
| 6.  | Simon Stickl          | 328    |
| 7.  | Tomáš Kraus           | 327    |
| 8.  | Conradign Netzer      | 316    |
| 9.  | Daniel Bohnacker      | 299    |
| 10. | Patrick Gasser        | 255    |

| Lp. | Zawodnik               | Punkty |
| --- | ---------------------- | ------ |
| 1.  | Benoit Valentin        | 205    |
| 2.  | Xavier Bertoni         | 172    |
| 3.  | David Wise             | 140    |
| 4.  | Joffrey Pollet-Villard | 135    |
| 5.  | Kevin Rolland          | 132    |
| 6.  | Nils Lauper            | 125    |
| 7.  | Torin Yater-Wallace    | 124    |
| 8.  | Justin Dorey           | 84     |
| 9.  | Thomas Krief           | 79     |
| 10. | Noah Bowman            | 68     |

### Kobiety
| Lp. | Zawodniczka    | Punkty |
| --- | -------------- | ------ |
| 1.  | Hannah Kearney | 92     |
| 2.  | Jennifer Heil  | 65     |
| 2.  | Cheng Shuang   | 63     |
| 4.  | Anna Holmlund  | 61     |
| 5.  | Xu Mengtao     | 60     |
| 6.  | Heidi Zacher   | 56     |
| 7.  | Kelsey Serwa   | 55     |
| 8.  | Olha Wołkowa   | 49     |
| 9.  | Fanny Smith    | 46     |
| 10. | Ophélie David  | 43     |

| Lp. | Zawodniczka     | Punkty |
| --- | --------------- | ------ |
| 1.  | Cheng Shuang    | 442    |
| 2.  | Xu Mengtao      | 420    |
| 3.  | Olha Wołkowa    | 343    |
| 4.  | Zhang Xin       | 273    |
| 5.  | Emily Cook      | 260    |
| 6.  | Tanja Schärer   | 224    |
| 7.  | Nadija Didenko  | 223    |
| 8.  | Ashley Caldwell | 206    |
| 9.  | Sabrina Guerin  | 197    |
| 10. | Olha Poluk      | 169    |

| Lp. | Zawodniczka             | Punkty |
| --- | ----------------------- | ------ |
| 1.  | Hannah Kearney          | 1009   |
| 2.  | Jennifer Heil           | 712    |
| 3.  | Audrey Robichaud        | 466    |
| 4.  | Justine Dufour-Lapointe | 457    |
| 5.  | Heather McPhie          | 400    |
| 6.  | Kristi Richards         | 387    |
| 7.  | Chloé Dufour-Lapointe   | 348    |
| 8.  | Nikola Sudová           | 331    |
| 8.  | Eliza Outtrim           | 318    |
| 10. | Jekatierina Stolarowa   | 311    |

| Lp. | Zawodniczka        | Punkty |
| --- | ------------------ | ------ |
| 1.  | Anna Holmlund      | 672    |
| 2.  | Heidi Zacher       | 612    |
| 3.  | Kelsey Serwa       | 610    |
| 4.  | Fanny Smith        | 504    |
| 5.  | Ophélie David      | 474    |
| 6.  | Katrin Müller      | 458    |
| 7.  | Anna Wörner        | 371    |
| 8.  | Marte Høie Gjefsen | 358    |
| 9.  | Andrea Limbacher   | 290    |
| 10. | Nikol Kučerová     | 264    |

| Lp. | Zawodniczka         | Punkty |
| --- | ------------------- | ------ |
| 1.  | Sarah Burke         | 200    |
| 2.  | Rosalind Groenewoud | 200    |
| 3.  | Virginie Faivre     | 185    |
| 4.  | Devin Logan         | 160    |
| 5.  | Katrien Aerts       | 136    |
| 6.  | Keltie Hansen       | 85     |
| 7.  | Anaïs Caradeux      | 60     |
| 8.  | T.S Christiansen    | 50     |
| 9.  | Katia Griffiths     | 45     |
| 10. | Caja Schöpf         | 40     |